# أنتوني مورين
أنتوني مورين (بالفرنسية: Anthony Morin)‏ هو دراج فرنسي، ولد في 27 يونيو 1974 في سانت بريوك في فرنسا.

## وصلات خارجية
- أنتوني مورين على موقع أرشيف الدراجات (الإنجليزية)
- أنتوني مورين على موقع إحصائيات الدراجات الإحترافية (الإنجليزية)
- أنتوني مورين على موقع نسبة الدراجات (الإنجليزية)